# Petinomys mindanensis
Petinomys mindanensis — поширений вид летяги, ендемічний для Філіппін. Цей вид населяє первинні низовини та гірські ліси від 500 до 1600 м, хоча найбільш поширений на середніх висотах.

## Характеристики
P. mindanensis досягає довжини тіла приблизно від 29 до 34 сантиметрів, а довжини хвоста — приблизно від 29 до 38 сантиметрів. Забарвлення спини та голови сіре або коричневе, а низ світліший. Хвіст коричневий і, на відміну від Petinomys crinitus, круглий у поперечному перерізі.

## Спосіб життя
Про спосіб життя P. mindanensis доступно мало даних та спостережень. Її спосіб життя, ймовірно, схожий на спосіб життя інших летяг; вона, ймовірно, веде деревний або частково наземний спосіб життя, переважно нічний спосіб життя та харчується рослинами.